# Adamuz (kommunhuvudort)
Adamuz är en kommunhuvudort i Spanien.   Den ligger i provinsen Córdoba och regionen Andalusien, i den centrala delen av landet, 270 km söder om huvudstaden Madrid. Adamuz ligger 237 meter över havet och antalet invånare är 4 383.
Terrängen runt Adamuz är platt åt sydost, men åt nordväst är den kuperad. Runt Adamuz är det ganska tätbefolkat, med 75 invånare per kvadratkilometer. Närmaste större samhälle är Montoro, 12,1 km öster om Adamuz. Trakten runt Adamuz består till största delen av jordbruksmark.